# Фертон (Њу Џерзи)
Фертон (енгл. Fairton) насељено је место без административног статуса у америчкој савезној држави Њу Џерзи.

## Демографија
По попису из 2010. године број становника је 1.264, што је 989 (-43,9%) становника мање него 2000. године.
| Група             | 2000.         | 2010.       |
| Белци             | 1.194 (53,0%) | 866 (68,5%) |
| Афроамериканци    | 752 (33,4%)   | 162 (12,8%) |
| Азијати           | 27 (1,2%)     | 9 (0,7%)    |
| Хиспаноамериканци | 260 (11,5%)   | 102 (8,1%)  |
| Укупно            | 2.253         | 1.264       |